# Nat Holman
Nat Holman, właśc. Nathan Holman (ur. 19 października 1896 w Nowym Jorku, zm. 12 lutego 1995 tamże) – amerykański koszykarz, występujący w zespołach niezależnych oraz lidze ABL, członek Koszykarskiej Galerii Sław im. Jamesa Naismitha, po zakończeniu kariery zawodniczej trener koszykarski.
Kiedy występował w barwach Original Celtics jego zespół uzyskał bilans 531-28.
Jest twórcą takich zagrań koszykarskich jak: „center pivot”, „cutting off the pivot”, czy „give-and-go”.
Jako trener drużyny City College of New York Beavers uzyskał bilans 421-190.

## Osiągnięcia
Zawodnicze
- Mistrz:
  - Eastern League (1921, 1922)
  - American Basketball League (ABL – 1926, 1927)
- Wybrany trzecim najlepszym koszykarzem I połowy stulecia 1900-1950 (za George’em Mikanem i Hankiem Luisettim).
- Wybrany do:
  - składu najlepszych koszykarzy I połowy stulecia 1900-1950 (1950 przez Associated Press)
  - Koszykarskiej Galerii Sław im. Jamesa Naismitha (Naismith Memorial Basketball Hall Of Fame – 1964)
  - Galerii Sław Koszykówki New York City (1968)
  - Żydowskiej Galerii Sław Sportu

Trenerskie
- Mistrzostwo:
  - NCAA (1950)
  - turnieju National Invitation Tournament (NIT – 1950)
- 3. miejsce w pucharze NIT (1941)
- NCAA Final Four (1947, 1950)
- Ćwierćfinał turnieju NIT (1941, 1942, 1947, 1949, 1950)